# Буканов, Сайран Балкенович
Буканов, Сайран Балкенович (19.08.1950, п. им. К. Марса, Ленинский р-н, Кустанайская обл, КазССР, СССР), агропромышленник Казахстана, Герой Труда Казахстана (2009), депутат Костанайского областного маслихата (IV созыв)

## Биография
Родился 19 августа 1950 года в посёлке им. К.Маркса Ленинского района Кустанайской области. Происходит из рода уак.
В 1973 году окончил Кустанайский филиал Целиноградского сельскохозяйственного института, по специальности - агроном. Свою трудовую деятельность начал с должности агронома совхоза «Боровской» Боровкого района Кустанайской области.
Отслужив в армии, стал агрономом в хозяйстве «Тенизовский», потом, с 1976 по 1980 год, работал главным агрономом в откормсовхозе «Аксуатский», с 1982 до 1984 года, — возглавлял это предприятие. 
В июне 1984 года переведён директором зерносовхоза «Харьковский». 
В 1997 году зерносовхоз «Харьковский» преобразован в ТОО «Каркен» Мендыкаринского района Костанайской области. Сайран Буканов избран директором.

## Награды
- Звание «Герой Труда Казахстана» с вручением знака особого отличия Золотая Звезда и ордена Отан (2009)
- Орден Курмет (1999)
- Юбилейная медаль «50 лет Целине»
- Лауреат республиканского конкурса «Парыз»
- Золотая медаль Национальной экономической палаты «Союз «Атамекен»

- Почетный гражданин Костанайской области

- Почётный гражданин Мендыкаринского района